# Swisttal

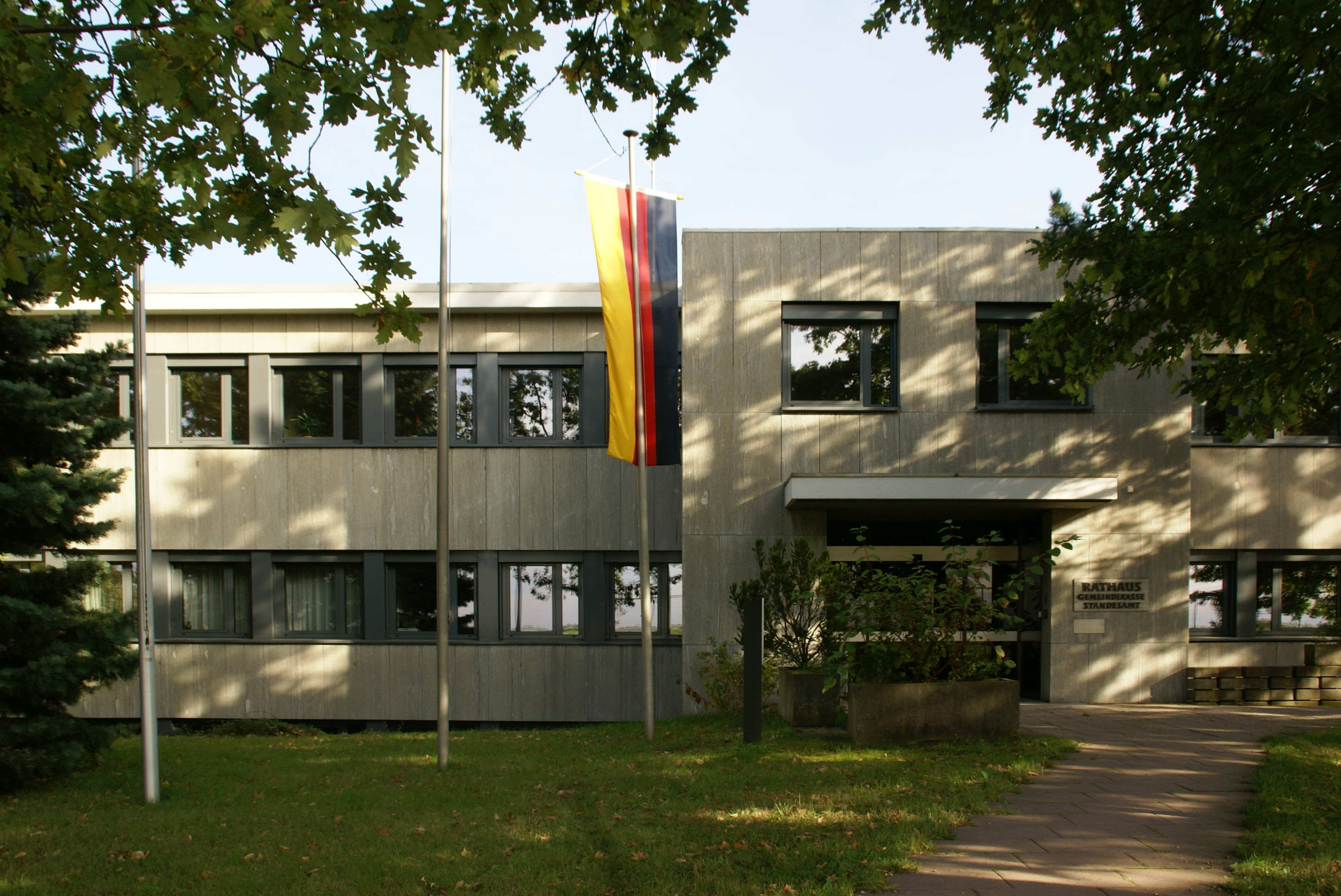
Rathaus der Gemeinde Swisttal (2013)

Swisttal ist eine deutsche Gemeinde im Rhein-Sieg-Kreis im äußersten Süden von Nordrhein-Westfalen.

## Geografie

### Geografische Lage
Die Orte der Gemeinde liegen in der Voreifel, zwischen den Städten Bonn und Euskirchen, auf Höhen zwischen 126 m ü. NHN und 187 m ü. NHN. Die Gemeinde grenzt an Euskirchen, Weilerswist, Bornheim, Alfter und Rheinbach. Die Gemeindeverwaltung befindet sich in Ludendorf. Durch das Gemeindegebiet fließt der namensgebende Bach Swist, ein Zufluss der Erft.

### Statistisches
Swisttal hatte am 2. Januar 2020 19.774 Einwohner (davon 632 mit Zweitwohnsitz) und eine Fläche von etwa 63 km². Davon sind 10 km² Waldfläche und 49 km² landwirtschaftliche Nutzfläche. Die Gemeinde besteht aus folgenden Ortschaften:
| Ortschaft   | Einwohner |
| ----------- | --------- |
| Heimerzheim | 6.615     |
| Odendorf    | 4.173     |
| Buschhoven  | 3.344     |
| Morenhoven  | 1.795     |
| Miel        | 1.014     |
| Ollheim     | 773       |
| Ludendorf   | 588       |
| Dünstekoven | 548       |
| Straßfeld   | 535       |
| Essig       | 389       |
| Gesamt      | 19.774    |

sowie den Weilern Hohn, Mömerzheim, Vershoven und Müttinghoven.

## Geschichte
Die Gemeinde wurde am 1. August 1969 im Rahmen der kommunalen Neugliederung Nordrhein-Westfalens geschaffen. Die bis dahin selbstständigen Gemeinden Buschhoven, Essig, Heimerzheim, Ludendorf, Miel, Morenhoven, Odendorf und Ollheim des Amtes Ludendorf (bis 1961 „Amt Ollheim“) sowie die aus dem Landkreis Euskirchen stammende Gemeinde Straßfeld wurden aufgelöst und gingen mit ihrer Verwaltung in der neuen Gemeinde Swisttal auf. Der Name „Swisttal“ wurde in Anlehnung an Wuppertal erdacht und beschreibt die Lage der Ortschaften im Einzugsgebiet des namensgebenden Baches. Als Rathaus der neuen Gemeinde wurde das (im November 1959 in Betrieb gegangene) bisherige Verwaltungsgebäude des Amtes Ludendorf, gelegen am Rande von Ludendorf nahe Essig, übernommen.
Als Flächengemeinde kann nicht annähernd vom Ort „Swisttal“ gesprochen werden. Zum einen liegen die Orte der Gemeinde teils viele Kilometer ohne jegliche Bebauung voneinander entfernt. Zum anderen bestehen zwar historisch zwischen einigen Orten enge Beziehungen, zwischen anderen hingegen keine oder nur sehr geringe. Zudem haben sich die Einwohner schon immer je nach Wohnort zu unterschiedlichen umliegenden Städten wie Euskirchen, Rheinbach, Bonn oder gar Köln orientiert. Dies hat sich bis heute nicht geändert; bis auf die kommunale Verwaltung haben die Orte ihre Eigenständigkeit und ihren individuellen Charakter bewahrt.

## Politik

### Gemeinderat
Der Gemeinderat ist die kommunale Volksvertretung der Gemeinde Swisttal. Über die Vergabe der 38 Sitze entscheiden die Bürger alle fünf Jahre in allgemeiner, unmittelbarer, freier, gleicher und geheimer Wahl. Die letzte Wahl fand am 13. September 2020 statt.

### Bürgermeisterin
Im September 2015 wurde die Juristin Petra Kalkbrenner (CDU) mit 52,75 % der Stimmen zur neuen Bürgermeisterin gewählt. Mitbewerberin Gisela Hein bekam 47,25 %. Die Wahlbeteiligung lag bei 50,1 %.
In der Bürgermeisterwahl am 13. September 2020 wurde Kalkbrenner mit 55,61 % im Amt bestätigt.

### Wappen
Das Wappen der Gemeinde Swisttal ist das Wappen des früheren Amtes Ludendorf.
| Wappen von Swisttal | Blasonierung: „Im gespaltenen Schild vorn in Silber (Weiß) ein durchgehendes schwarzes Kreuz, hinten in Gold (Gelb) zwei in drei Reihen von Rot und Silber (Weiß) geschachte Balken.“                                                                                              |
| Wappen von Swisttal | Wappenbegründung: Das Wappen weist mit dem kurkölnischen Kreuz auf die Zugehörigkeit von sechs Orten auf die Landesherrschaft des Kurfürstentums Köln hin, die geschachten Balken entstammen dem Wappen der Herren von Tomberg, die die Herrschaft über die anderen Orte ausübten. |

Die Dörfer der Gemeinde haben alle jeweils eigene historische Wappen.

### Gemeindepartnerschaften
Partnergemeinden von Swisttal sind seit 1990 Quesnoy-sur-Deûle im Norden Frankreichs und seit 1993 Hochkirch in Sachsen.

## Kultur und Sehenswürdigkeiten

### Bauwerke

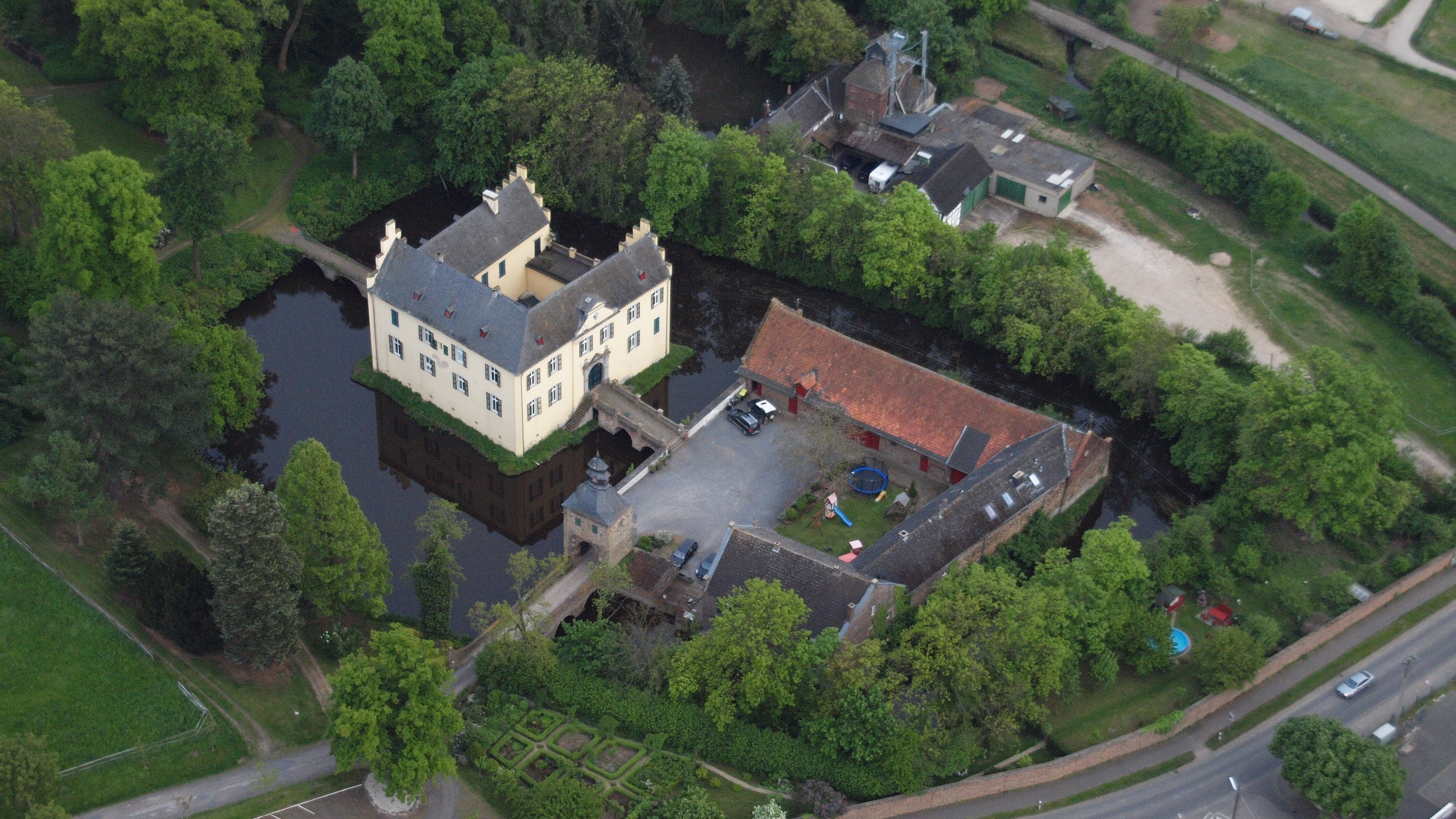
Burg Morenhoven

Mitten durch Buschhoven verlief die Trasse der früheren Eifelwasserleitung, eines römischen Aquäduktes zur Versorgung von Köln mit Trinkwasser aus der Eifel. Noch heute kann man die Leitung in ihrer ursprüngliche Lage im Boden sowie ausgegrabene Teilstücke besichtigen.
Außerdem sind erwähnenswert:
- Die teils mittelalterlichen Burgen:

- Burg Heimerzheim
- Burg Kriegshoven
- Burg Odendorf
- Burg Morenhoven
- Burg Müttinghoven

- Das ehemalige Kloster Schillingskapellen in Dünstekoven
- Schloss Miel
- Der historische Swistübergang „Lützermiel“ bei Miel
- Das Zehnthaus Odendorf
- Die Versöhnungskirche (frühere katholische, heute evangelische Pfarrkirche) in Buschhoven mit ihrer renovierten Romantikorgel.
- Die zwischen 1831 und 1834 errichtete ehemalige Grundschule in Miel

### Natur
Der größte Teil der Flächen wird wegen des fruchtbaren Lössbodens in der Zülpicher Börde landwirtschaftlich genutzt.
Östlich von Heimerzheim, Dünstekoven und Buschhoven liegt der ausgedehnte Wald Kottenforst, Bestandteil des Naturparks Kottenforst-Ville bzw. des Naturparks Rheinland. Nordöstlich von Dünstekoven wurde eine ehemalige Kiesgrube in ein Naturschutzgebiet umgewandelt. Das Gebiet kann von drei Aussichtspunkten eingesehen und nach Anmeldung besichtigt werden. In letzter Zeit werden Anstrengungen unternommen, die Swist wieder naturnäher zu gestalten.
Am nordwestlichen Ortsrand von Buschhoven nach Heimerzheim zu verläuft am Rande des Kottenforstes der etwa 6 km lange Swisttalwanderweg als Rundweg zum Teil vorbei an der Eifelleitung bis hin zum Siebenschuss.

### Kultur
In Swisttal findet Kulturarbeit dezentral statt. Jährlich wird die Morenhovener Lupe vergeben, ein anerkannter Kleinkunstpreis der örtlichen Initiative KuSS (Kultur und Spektakel im Swisttal), ursprünglich angeregt durch die Morenhovener Kreativitätschule. In der Aula der Haupt-/Realschule in Heimerzheim finden sporadisch Theatervorführungen und gelegentlich Auftritte bekannter Kabarettisten statt. Musikalische Aufführungen finden vor allem in den regen Kirchengemeinden der Orte innerhalb der Gemeinde Swisttal statt. Einen Höhepunkt stellt in den meisten Orten die Karnevalssession mit jährlichem Karnevalszug dar.

### Jugendarbeit
Jugendarbeit geschieht ebenfalls dezentral und wird hauptsächlich in den diversen Vereinen der Orte sowie in den Kirchengemeinden durchgeführt. Zudem wurde der „Jugendring Swisttal“ gegründet, der Jugendtreffs in den größeren Orten betreibt.

### Kirchengemeinden

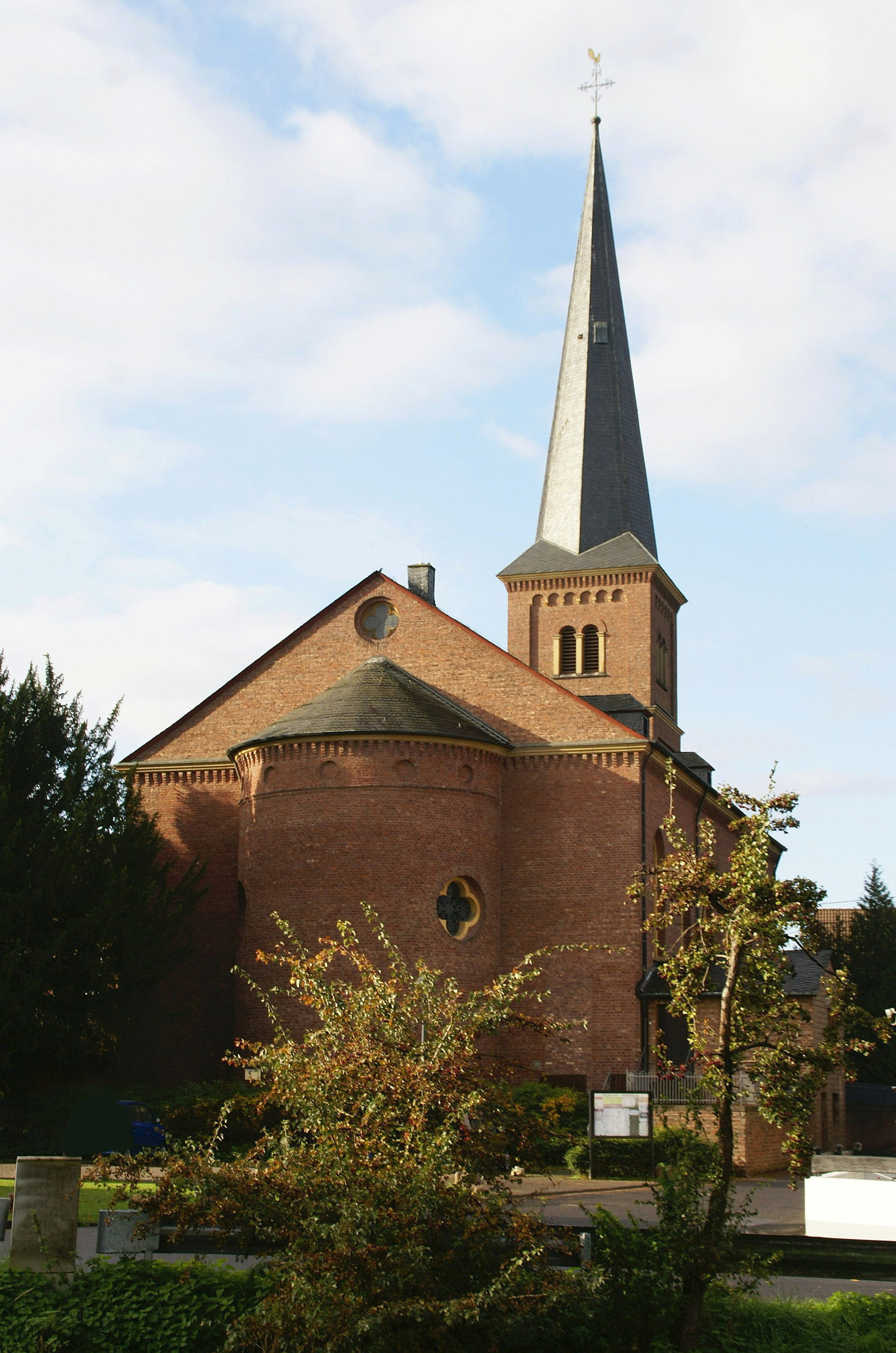
St. Kunibert in Heimerzheim

- Evangelische Kirchengemeinde Swisttal

- Maria-Magdalena-Kirche (Heimerzheim)
- Dietrich-Bonhoeffer-Haus (Odendorf)
- Versöhnungskirche (Buschhoven)

- Katholische Kirchengemeinden im Seelsorgebereich Swisttal (Kreisdekanat Rhein-Sieg-Kreis, Erzbistum Köln)

- St. Kunibert (Heimerzheim)

mit St. Katharina (Dünstekoven)
- St. Petrus und Paulus (Odendorf)
- St. Katharina (Buschhoven) (Pfarr- und Wallfahrtskirche)
- St. Nikolaus (Morenhoven)
- St. Georg (Miel)
- St. Martinus (Ollheim)
- St. Petrus und Paulus (Ludendorf)
- St. Antonius (Straßfeld)

### Wallfahrt
Buschhoven ist seit 1806 katholischer Wallfahrtsort mit der Rosa mystica, einer Wandermuttergottes, und dem sich auf diese romanische Holzfigur beziehenden alljährlichen sogenannten Rosenfest im Juni. Die Darstellung der Rosa mystica kam ursprünglich aus dem 1197 gegründeten Prämonstratenserinnenstift Schillingscapellen bei Dünstekoven, als das Kloster im Zuge der Säkularisation aufgehoben worden war. Die neue Wallfahrtskirche wurde 1975 gebaut. Außerdem liegt Buschhoven auf einem der historischen Jakobswege, worauf die Muschel an der Versöhnungskirche hinweist.

## Wirtschaft und Infrastruktur

### Wirtschaft
Die Dörfer Swisttals sind vor allem Wohnorte, größere Industriebetriebe gibt es nicht. Allerdings bestehen in Heimerzheim und Odendorf ausgedehnte Gewerbegebiete und diverse Einzelhandelsgeschäfte.

### Verkehr
In der Gemeinde waren am 1. Januar 2018 13.707 Kraftfahrzeuge zugelassen, darunter 11.561 Pkw. Wichtige Straßenverkehrswege sind die Autobahn 61 (Anschlussstellen 26 Heimerzheim und 27 Miel) und die Bundesstraße 56.
Für den ÖPNV:
- Der Haltepunkt Odendorf an der Voreifelbahn (Bonn–Euskirchen–Bad Münstereifel), auf der werktags im Schienenpersonennahverkehr die S 23 im Halbstundentakt, sonn- und feiertags im Stundentakt verkehrt.
- Die Flächengemeinde Swisttal wird durch mehrere Buslinien der RVK (Regionalverkehr Köln) erschlossen, unter anderem von Heimerzheim über Morenhoven/Buschhoven nach Bonn, von Heimerzheim über Ollheim/Straßfeld nach Euskirchen und von Ludendorf/Ollheim/Miel bzw. Buschhoven/Morenhoven nach Rheinbach.
- Swisttal gehört zum Tarifgebiet des Verkehrsverbundes Rhein-Sieg (VRS).

Durch das Gemeindegebiet verläuft die Wasserburgen-Route (Radwanderweg). Sie verbindet über 524 km mehr als 130 Burgen am Rand der Eifel und in der Kölner Bucht.

### Bildung
Kindergärten gibt es in jedem Dorf der Gemeinde, in den größeren Orten auch mehrere. Grundschulen bestehen in Heimerzheim, Odendorf und Buschhoven. Die Georg-von-Boeselager-Hauptschule in Heimerzheim wurde zum Schuljahr 2006/2007 um einen Realschulzweig erweitert und dann zum Schuljahr 2020/2021 durch Neugründung als Gesamtschule in Gesamtschule Swisttal umbenannt. Gymnasien sind in den umliegenden Städten Bonn, Rheinbach, Meckenheim und Euskirchen, Gesamtschulen in Weilerswist und Bornheim.
Die Akademie für Verfassungsschutz in Heimerzheim dient unter anderem dem BND, dem BKA sowie dem Verfassungsschutz als Ausbildungsstätte. Sie liegt im Bereich der dort ansässigen Bundespolizei, die hier ein Bundespolizeiaus- und -fortbildungszentrum betreibt.

## Persönlichkeiten
- Philipp Melanchthon (1497–1560), verfasste zusammen mit Martin Bucer (1491–1551) in der Wasserburg zu Buschhoven 1543 zwei Reformationsschriften.
- Georg Freiherr von Boeselager (1915–1944), Offizier und Widerstandskämpfer
- Philipp Freiherr von Boeselager (1917–2008), Offizier und Widerstandskämpfer
- Friedrich Nowottny (* 1929), Journalist, ehemaliger Intendant des Westdeutschen Rundfunks, wohnte in Buschhoven.[13]
- Helmuth Prieß (1939–2012), Offizier, Mitbegründer des Arbeitskreises Darmstädter Signal, Politiker (SPD), wohnte in Heimerzheim.
- Michael Hahn (1941–2014), Indologe und Tibetologe, lehrte unter anderem in Bonn und wohnte in Odendorf
- Ilka Freifrau von Boeselager (* 1944), Politikerin (CDU), wohnt in Heimerzheim.
- Klaus-Peter Stieglitz (* 1947), Generalleutnant a. D. der Luftwaffe der Bundeswehr und 13. Inspekteur der Luftwaffe, wohnt in Heimerzheim.
- Bert Wollersheim (* 1951), Bordellbetreiber, aufgewachsen in Heimerzheim.
- Pius Heinz (* 1989), professioneller Pokerspieler, Gewinner der World Series of Poker (WSOP) 2011, wuchs in Odendorf auf.